# Florin-Ionuț Barbu
Florin-Ionuț Barbu (ur. 4 września 1980) – rumuński polityk i ekonomista, deputowany, od 2023 minister rolnictwa i rozwoju wsi.

## Życiorys
W 2003 ukończył studia z marketingu na Uniwersytecie w Krajowie, w 2007 uzyskał magisterium z zarządzania publicznego na Akademii Studiów Ekonomicznych w Bukareszcie. Doktoryzował się w 2015 w zakresie ekonomii na pierwszej z tych uczelni. Pracował m.in. w wydziale skarbu administracji miejskiej Slatiny, od 2007 na stanowisku dyrektora. W latach 2010–2014 pełnił funkcję dyrektora ekonomicznego miasta. Później do 2020 był dyrektorem generalnym zajmującej się gruntami agencji ANIF. W 2020 z ramienia Partii Socjaldemokratycznej uzyskał mandat posła do Izby Deputowanych (reelekcja w 2024).
W czerwcu 2023 objął urząd ministra rolnictwa i rozwoju wsi w utworzonym wówczas rządzie Marcela Ciolacu. Pozostawał na tej funkcji również w powołanym w grudniu 2024 drugim rządzie tego premiera oraz w zaprzysiężonym w czerwcu 2025 gabinecie Ilie Bolojana.